# Ольсон, Элизабет
Элизабет Ольсон (швед. Elisabeth Ohlson, 28 мая 1961, Скара, Скараборг — 30 октября 2024) — шведская фотограф и художница. Её фотоработы часто показывают представителей ЛГБТ.
Ольсон, будучи лесбиянкой, наиболее известна своей выставкой «Ecce homo», на которой Иисус изображён среди геев и трансгендеров. Сцены представляли собой современные версии историй из Нового Завета, например, Иисус, едущий на велосипеде во время гей-парада, что соответствовало триумфальному въезду Иисуса в Иерусалим на осле. С помощью этой работы Ольсон хотела напомнить людям, что Иисус работал с изгоями общества и помогал им. Эта идея пришла ей в голову в начале 1990-х годов, когда один из её друзей умер от СПИДа.
Первая выставка «Ecce Homo» прошла в Стокгольме в 1998 году. Позднее в Кафедральном соборе Уппсалы прошла выставка, одобренная архиепископом К. Г. Хаммаром. Позже выставка гастролировала по всему миру. Выставка «Ecce Homo» открылась 3 октября 2012 года в Белграде, Сербия, который на тот момент был единственным городом в этой части Европы, где проводилась данная выставка. Экспонат должен был круглосуточно охраняться охраной.
Ольсон была жената на дизайнере Минне Валлин, у них двое детей. В январе 2024 года она приняла участие в программе интервью SVT Min sanning, где рассказала о своём неизлечимом раке, мыслях о смерти и своей любви к журналистке Сесилии Удден.